# Péninsule d'Oga
La péninsule d'Oga (男鹿半島, Oga-hantō) est un cap situé dans la partie ouest de la préfecture d'Akita. Elle donne sur la mer du Japon et dépend politiquement de la ville d'Oga.

## Géographie

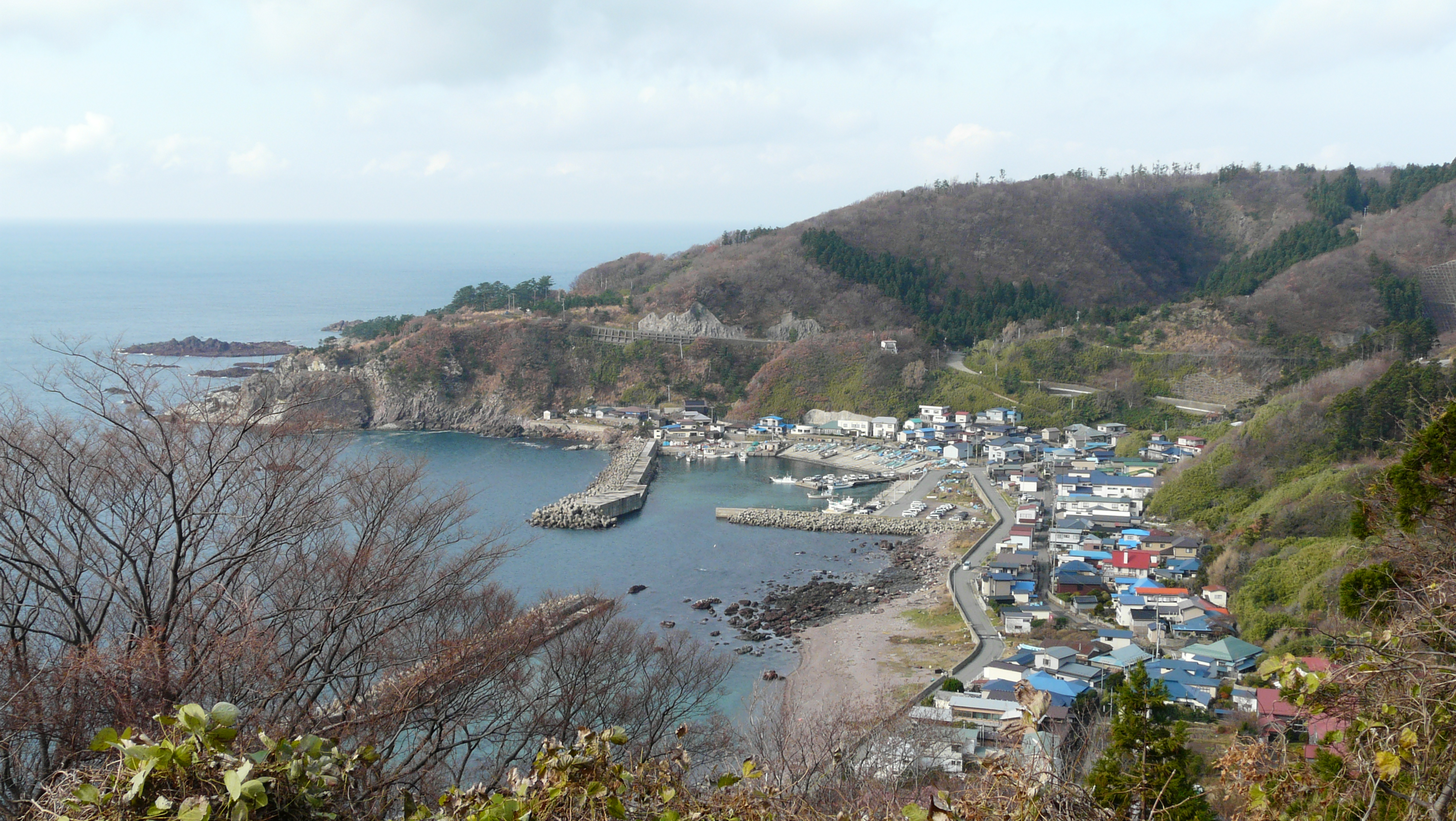
Côte de la péninsule d'Oga.